# Ebbsfleet United F.C.
Câu lạc bộ bóng đá Ebbsfleet United là một câu lạc bộ bóng đá Anh đến từ Northfleet, Kent, thi đấu ở National League South, cấp độ 6 của bóng đá Anh. Sân nhà của đội bóng là Stonebridge Road kể từ khi thành lập năm 1946. Trước năm 2007, câu lạc bộ có tên là Gravesend & Northfleet. Từ năm 2008 đến năm 2013, câu lạc bộ thuộc sở hữu của liên doanh dựa trên web MyFootballClub, với các thành viên bỏ phiếu về việc chuyển nhượng cầu thủ, ngân sách và giá vé cùng những thứ khác thay vì những quyết định đó chỉ được đưa ra bởi ban quản lý và nhân viên của câu lạc bộ như hầu hết các câu lạc bộ khác.

## Lịch sử
Gravesend & Northfleet F.C. được thành lập vào năm 1946, sau Chiến tranh thế giới thứ hai, sau khi hợp nhất giữa Gravesend United (ban đầu được thành lập vào năm 1893) vàNorthfleet United (ban đầu được thành lập vào năm 1890) với câu lạc bộ mới vẫn giữ màu sân nhà đỏ & trắng (và sân vận động Stonebridge Road) của Northfleet United. Từ năm 1969 đến năm 1971, Roy Hodgson, người sau này trở thành huấn luyện viên của các đội tuyển quốc gia Thụy Sĩ, Các Tiểu vương quốc Ả Rập Thống nhất, Phần Lan và Anh, từng là cầu thủ của câu lạc bộ, đã ra sân 59 lần. Năm 1979, đội là một trong những thành viên sáng lập của Alliance Premier League, nhưng đã bị xuống hạng trở lại Southern League Premier Division ba mùa sau đó.
Trong mùa giải 1997-98, Gravesend & Northfleet rời Southern League và gia nhập Isthmian League. Đội đã chơi ở Premier Division của giải đấu cho đến mùa giải 2001-02, khi kết thúc với tư cách là nhà vô địch và giành quyền thăng hạng trở lại Football Conference, ở lại cho đến khi bị xuống hạng ở Conference South vào cuối mùa giải 2009-10.

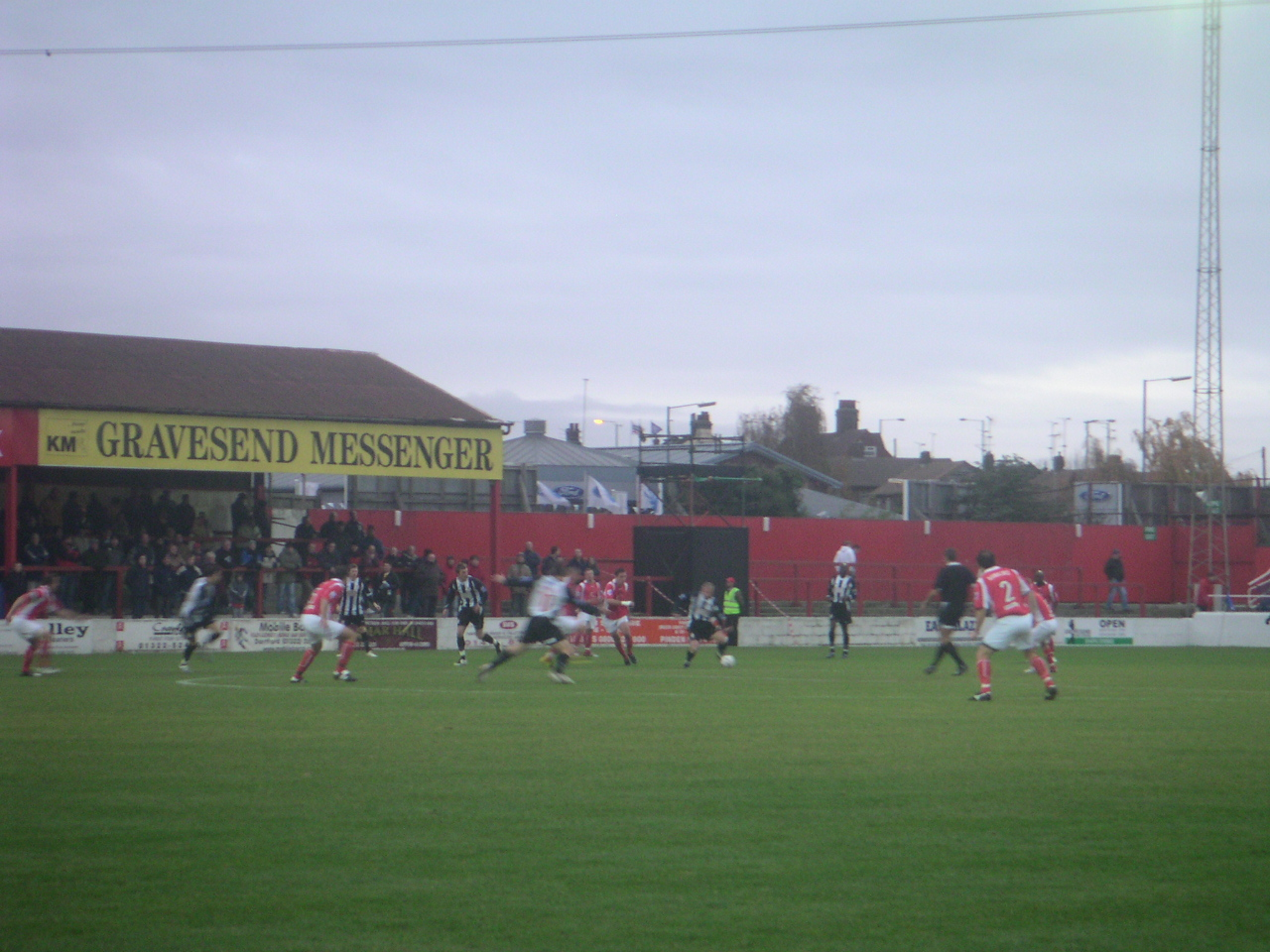
Ebbsfleet United v. Stafford Rangers tại Stonebridge Road, tháng 11 năm 2007

### Sự tiếp quản của MyFootballClub
Vào ngày 13 tháng 11 năm 2007, có thông báo rằng trang web MyFootballClub đã ký một thỏa thuận về nguyên tắc để tiếp quản câu lạc bộ. Khoảng 27.000 thành viên MyFootballClub mỗi người đã trả 35 bảng Anh để cung cấp quỹ tiếp quản trị giá khoảng 700.000 bảng Anh và tất cả đều sở hữu một cổ phần bằng nhau trong câu lạc bộ nhưng không kiếm được lợi nhuận cũng như không nhận được cổ tức. Các thành viên đã có một cuộc bỏ phiếu về chuyển nhượng cũng như lựa chọn cầu thủ và tất cả các quyết định quan trọng. Vì bản chất của MyFootballClub, người ta đã thông báo rằng quản lý Daish sẽ trở thành huấn luyện viên trưởng đội đầu tiên. Nhân viên của ông sẽ ở lại câu lạc bộ.
Từ ngày 16 đến ngày 23 tháng 1 năm 2008, các thành viên MyFootballClub được lựa chọn bỏ phiếu về việc có nên tiếp quản hay không và có cho phép Liam Daish tiếp tục với kế hoạch của mình trong kỳ chuyển nhượng tháng Giêng hay không. Cả hai đều dẫn đến số phiếu "Có" áp đảo: 95,89% bỏ phiếu để tiến hành tiếp quản trong khi 95,86% bỏ phiếu cho phép Daish tiếp tục kế hoạch chuyển nhượng của mình. Thỏa thuận đã được thông qua tại cuộc họp Đại hội đồng bất thường của hội đồng quản trị câu lạc bộ vào ngày 19 tháng 2.
Vào ngày 10 tháng 5 năm 2008, Ebbsfleet United đã giành chức vô địch FA Trophy, khi đánh bại Torquay United 1-0 trong trận chung kết trong chuyến đi đầu tiên của câu lạc bộ đến Wembley, trở thành đội Kentish đầu tiên giành được chiếc cúp này. Ebbsfleet United tiếp tục vô địch Kent Senior Cup trong cùng mùa giải, với chiến thắng 4-0 trước Cray Wanderers vào ngày 26 tháng 7 năm 2008.
Sau một năm sở hữu, đa số thành viên MyFC không thể gia hạn, với số lượng thành viên giảm từ mức cao nhất 32.000 vào thời điểm tiếp quản xuống chỉ còn hơn 9.000 vào ngày cuối cùng năm 2009. Câu lạc bộ trước đó đã tuyên bố rằng 15.000 là mức tối thiểu cần thiết. ính đến tháng 9 năm 2010, hai năm rưỡi sau khi tiếp quản, đã có khoảng 3.500 thành viên.
Trong một cuộc bỏ phiếu vào tháng 10 năm 2010 giữa các thành viên MyFC, quyết định trước đó cho phép người quản lý nhóm tự chủ trong các giao dịch chuyển nhượng đã bị đa số 35 hủy bỏ trên tổng số phiếu bầu là 132, có nghĩa là thành viên sẽ có 48 giờ để xác nhận việc ký kết hoặc bán được đề xuất trước khi nó có thể được hoàn thiện. Cả người quản lý và thư ký câu lạc bộ đều phản đối sự thay đổi này.
Vào ngày 15 tháng 5 năm 2011, Ebbsfleet United đã giành chiến thắng trong trận chung kết play-off Conference South với tỷ số 4-2 trước Farnborough và do đó được thăng hạng trở lại Conference Premier ngay lần đầu tiên,
Vào ngày 23 tháng 12 năm 2011, có thông báo rằng câu lạc bộ cần huy động 50.000 bảng vào cuối mùa giải 2011-12 hoặc có nguy cơ ngừng hoạt động.
Vào ngày 23 tháng 4 năm 2013, có thông báo rằng các thành viên của MyFC đã bỏ phiếu ủng hộ việc giao 2/3 cổ phần của MyFC cho Fleet Trust, sự tín nhiệm của những người ủng hộ dành cho câu lạc bộ và 1/3 cuối cùng cho một trong những cổ đông lớn của câu lạc bộ (được cho là là cựu chủ tịch câu lạc bộ Phil Sonsara). Ebbsfleet United đã xuống hạng ở Conference South vào cuối mùa giải đó.

### Chủ sở hữu người Kuwait
KEH Sports Ltd, một nhóm các nhà đầu tư Kuwait được tư vấn bởi một cựu giám đốc điều hành của Charlton Athletic, đã đồng ý tiếp quản câu lạc bộ vào tháng 5 năm 2013, giải quyết các khoản nợ (một số ở mức 10% giá trị), hứa hẹn đầu tư vào đội hình và cơ sở đào tạo. Liam Daish sau đó rời khỏi cương vị quản lý và quyền sở hữu mới đã bổ nhiệm huấn luyện viên Dover Athletic và cựu hậu vệ Charlton Athletic, Steve Brown làm huấn luyện viên mớir.
Trận đấu đầu tiên của Steve Brown là trận hòa không bàn thắng trên sân nhà trước Havant & Waterlooville.  Một kỷ lục câu lạc bộ đã bị phá vỡ ngay trước Giáng sinh khi đội của Brown đạt được chín chiến thắng liên tiếp. Chiến thắng 2-0 trước Sutton United, với cả hai bàn thắng đều đến từ Billy Bricknell, đã phá vỡ kỷ lục lâu đời mà sau đó đưa họ vào nhóm những ứng cử viên vô địch nhưng phong độ kém tiếp theo. Ebbsfleet cuối cùng đã lọt vào vòng loại trực tiếp, nhờ sự giúp đỡ của thủ môn Preston Edwards giữ sạch lưới 11 trận tại Stonebridge Road trong suốt mùa giải. Trận bán kết playoff với Bromley tại Stonebridge Road đã kết thúc với chiến thắng 4-0 cho The Fleet. Bất chấp việc Bromley giành chiến thắng trong trận lượt về, đội bóng của Brown đã thắng chung cuộc 4-1. Trận chung kết playoff diễn ra với Dover Athletic at Stonebridge Road trước 4.200 khán giả. Dover chiếm ưu thế trong cuộc chạm trán, giành chiến thắng 1-0 với bàn thắng vào đầu hiệp hai do công của cựu tiền đạo Ebbsfleet.
Mùa giải 2014-15 bắt đầu với nhiều hứa hẹn, với chiến thắng trước Concord Rangers & Havant & Waterlooville. Tuy nhiên, mùa giải không diễn ra như mong đợi và Steve Brown đã bị loại khỏi nhiệm vụ của mình một ngày sau trận thua 0-3 trên sân nhà trước Gosport Borough vào tháng 11 năm 2014. Jamie Day thay thế Brown và, mặc dù đã đưa câu lạc bộ vào tứ kết FA Trophy, nơi họ để thua nhà vô địch cuối cùng là North Ferriby United, anh ấy đã bị miễn nhiệm vào tháng 4 năm 2015. Vào mùa hè năm 2015, cựu đội trưởng câu lạc bộ Daryl McMahon được bổ nhiệm làm huấn luyện viên chính thức. Matty Godden kết thúc với tư cách là cầu thủ ghi bàn hàng đầu mùa giải 2014-15 với 12 bàn thắng trên mọi đấu trường.
Mùa giải 2015-16 thành công hơn nhiều đối với the Fleet, khi họ dẫn đầu giải đấu trong gần như cả mùa giải, với các kết quả bao gồm chiến thắng 6-0 trên sân nhà trước Hemel Hempstead Town và chiến thắng 5-0 trước Hayes & Yeading United. Tuy nhiên, đối thủ cạnh tranh danh hiệu Sutton United đã có chuỗi 26 trận bất bại và giành chức vô địch khi đánh bại Fleet với tỷ số 2-0 tại Gander Green Lane. Trong trận bán kết play-off, The Fleet đã vượt qua Whitehawk qua loạt sút luân lưu sau khi hòa 3-3 với tổng tỷ số nhưng để thua trên chấm luân lưu trong trận chung kết với đối thủ Maidstone United.
Trong mùa giải 2016-17 Ebbsfleet một lần nữa bỏ lỡ vị trí đầu tiên, lần này là trước nhà vô địch National League South là Maidenhead United. Tuy nhiên, đội đã giành quyền thăng hạng lên National League với chiến thắng 2-1 trên sân Stonebridge Road trong trận chung kết play-off với Chelmsford City. Mùa giải tiếp theo, đội đạt vị trí thứ 6 cao nhất giải đấu, đánh bại Aldershot Town iở vòng loại play-off với tỷ số 5-4 trên chấm luân lưu. Thất bại nặng nề 4-2 ở vòng đấu tiếp theo trước đội á quân giải đấu Tranmere Rovers đã khiến Ebbsfleet phải thi đấu thêm một mùa giải ở National League.
Vào tháng 10 năm 2017, Stonebridge Road còn được gọi là Sân vận động Kuflink như một phần của hợp đồng tài trợ kéo dài 5 năm.
Mùa giải 2018-19 không đạt được đỉnh cao như chiến dịch trước khi Daryl McMahon rời câu lạc bộ vào tháng 11 sau chiến thắng 1-0 trước Barrow.  Cựu huấn luyện viên của Woking, Garry Hill đã được bổ nhiệm làm huấn luyện viên của câu lạc bộ, trận đấu đầu tiên của ông trong đội bóng này là trận hòa không bàn thắng trước Cheltenham Town tại Cúp FA.  Bất chấp sự phục hưng ban đầu, The Fleet đội đã bỏ lỡ trận playoffs sau một tháng Tư không thắng.
Mùa giải 2019-20 bắt đầu với việc The Fleet đội thua cả năm trận đầu tiên. Vào tháng 10 năm 2019, Garry Hill rời câu lạc bộ chỉ sau hai chiến thắng trong 16 trận mở màn của mùa giải. Trợ lý Kevin Watson được bổ nhiệm tạm thời trước khi ký hợp đồng 7 tháng đến cuối mùa giải.
Vào tháng 2 năm 2020, quyền sở hữu, KEH sports, bổ nhiệm Damian Irvine lãnh đạo câu lạc bộ và giám sát các hoạt động hàng ngày và tất cả các vấn đề bóng đá.
Có thông báo vào ngày 18 tháng 5 năm 2020 rằng hợp đồng ngắn hạn của Kevin Watson với tư cách là huấn luyện viên sẽ không được gia hạn và ông sẽ rời câu lạc bộ. Mùa giải 2019–20 đã bị hủy vào tháng 3 do đại dịch COVID-19 trên toàn thế giới với Ebbsfleet ở khu vực xuống hạng.
Ebbsfleet đã xuống hạng một cách gây tranh cãi với 0,002 điểm sau khi giải đấu được xác định trên cơ sở điểm mỗi trận, mặc dù đã nằm ngoài khu vực xuống hạng và nằm trong 3 đội đứng đầu giải đấu khi giải đấu kết thúc.
Vào ngày 2 tháng 6 năm 2020, huấn luyện viên trẻ người Đức được đánh giá cao Dennis Kutrieb được bổ nhiệm làm huấn luyện viên đã từ chối gia hạn hợp đồng với Tennis Borussia Berlin mặc dù đang đứng đầu bảng khi mùa giải bị hủy bỏ. Vào ngày 17 tháng 6 năm 2020 Ebbsfleet đã được xác nhận trong danh sách các câu lạc bộ xuống hạng khỏi National League trên cơ sở trọng số mỗi trận đấu.

## Màu sắc
Màu sắc sân nhà truyền thống của Ebbsfleet là áo đỏ với các chi tiết màu trắng, quần trắng và tất đỏ. Màu sắc sân khách rất đa dạng, với các sọc xanh và trắng được ưa chuộng vào cuối những năm 80 trước khi các màu kết hợp như trắng/đen và vàng/xanh nước biển hoặc đen được sử dụng. Các thành viên của MyFC đã chọn màu trắng với các chi tiết màu đỏ làm màu sân khách trong năm 2008-09, nhưng một cuộc đụng độ với màu sân nhà của Woking và các câu lạc bộ khác đã không được phát hiện cho đến khi trang phục được cung cấp, vì vậy trang phục thứ ba với phần thân màu xanh lá cây và tay áo màu trắng là được sử dụng với quần trắng và tất. Đối với mùa giải 2010-11, các thành viên đã lựa chọn màu tím bất thường cho trang phục sân khách.

## Mùa giải
| Mùa giải | ∆ | Giải đấu  | St | T  | H  | B  | BT  | BB  | Đ  | HS  | Thứ hạng | Lên/xuống hạng | Cúp FA | FA Trophy | Kent Senior Cup | Ghi chú                                                                                               |
| 1946-47  | 5 | South     | 32 | 17 | 4  | 11 | 82  | 58  | 38 | 24  | 6/17     |                | 1R     |           |                 | Mùa giải đầu tiên sau khi GUFC và NUFC hợp nhất                                                       |
| 1947-48  | 5 | South     | 34 | 11 | 6  | 17 | 52  | 81  | 28 | −29 | 13/18    |                | 2Q     |           | Á quân          | |
| 1948-49  | 5 | South     | 42 | 20 | 9  | 13 | 60  | 46  | 49 | 14  | 7/22     |                | 3Q     |           | Vô địch         | |
| 1949-50  | 5 | South     | 46 | 16 | 9  | 21 | 88  | 81  | 41 | 7   | 15/24    |                | 1R     |           |                 | |
| 1950-51  | 5 | South     | 44 | 12 | 14 | 18 | 65  | 83  | 38 | −18 | 18/23    |                | 1Q     |           |                 | |
| 1951-52  | 5 | South     | 42 | 12 | 7  | 23 | 68  | 88  | 31 | −20 | 21/22    |                | 1Q     |           |                 | |
| 1952-53  | 5 | South     | 42 | 19 | 7  | 16 | 83  | 76  | 45 | 7   | 9/22     |                | 4Q     |           | Vô địch         | |
| 1953-54  | 5 | South     | 42 | 16 | 8  | 18 | 76  | 77  | 40 | −1  | 15/22    |                | Pre    |           |                 | |
| 1954-55  | 5 | South     | 42 | 9  | 9  | 24 | 62  | 98  | 27 | −36 | 22/22    |                | 1Q     |           |                 | |
| 1955-56  | 5 | South     | 42 | 17 | 8  | 17 | 79  | 75  | 42 | 4   | 12/22    |                | 1Q     |           |                 | |
| 1956-57  | 5 | South     | 42 | 21 | 11 | 10 | 74  | 58  | 53 | 16  | 5/22     |                | 2Q     |           |                 | |
| 1957-58  | 5 | South     | 42 | 27 | 5  | 10 | 109 | 71  | 59 | 38  | 1/22     |                | 4Q     |           |                 | Vô địch Southern League                                                                               |
| 1958-59  | 5 | South-SE  | 32 | 21 | 2  | 9  | 79  | 54  | 44 | 25  | 2/17     |                | 4Q     |           |                 | |
| 1959-60  | 5 | South-P   | 42 | 14 | 8  | 20 | 71  | 87  | 36 | −16 | 17/22    |                | 4Q     |           |                 | |
| 1960-61  | 5 | South-P   | 42 | 15 | 7  | 20 | 75  | 101 | 37 | −26 | 18/22    |                | 1Q     |           |                 | |
| 1961-62  | 5 | South-P   | 42 | 17 | 4  | 21 | 59  | 92  | 38 | −33 | 14/22    |                | 1Q     |           |                 | |
| 1962-63  | 5 | South-P   | 40 | 10 | 3  | 27 | 62  | 91  | 23 | −29 | 20/21    | R              | 4R     |           |                 | Thành tích Cúp FA tốt nhất                                                                            |
| 1963-64  | 6 | South-1   | 42 | 7  | 9  | 26 | 43  | 96  | 23 | −53 | 20/22    |                | 2R     |           |                 | |
| 1964-65  | 6 | South-1   | 42 | 9  | 7  | 26 | 57  | 101 | 25 | −44 | 21/22    |                | 1R     |           |                 | |
| 1965-66  | 6 | South-1   | 46 | 16 | 9  | 21 | 84  | 86  | 41 | −2  | 17/24    |                | 1R     |           |                 | |
| 1966-67  | 6 | South-1   | 46 | 11 | 9  | 26 | 63  | 106 | 31 | −43 | 21/24    |                | 4Q     |           |                 | |
| 1967-68  | 6 | South-1   | 42 | 6  | 7  | 29 | 28  | 112 | 19 | −84 | 22/22    |                | 1Q     |           |                 | |
| 1968-69  | 6 | South-1   | 42 | 8  | 9  | 25 | 51  | 79  | 25 | −28 | 21/22    |                | 1Q     |           |                 | |
| 1969-70  | 6 | South-1   | 42 | 13 | 11 | 18 | 62  | 71  | 37 | −9  | 16/22    |                | 1Q     | 2R        |                 | |
| 1970-71  | 6 | South-1   | 38 | 19 | 10 | 9  | 74  | 42  | 48 | 32  | 3/20     | P              | 2Q     | 3Q        |                 | |
| 1971-72  | 5 | South-P   | 42 | 5  | 6  | 31 | 30  | 110 | 16 | −80 | 22/22    | R              | 1Q     | 3Q        |                 | |
| 1972-73  | 6 | South-1S  | 42 | 22 | 7  | 13 | 81  | 55  | 51 | 26  | 6/22     |                | 1Q     | 1R        |                 | |
| 1973-74  | 6 | South-1S  | 38 | 13 | 13 | 12 | 58  | 52  | 39 | 6   | 10/20    |                | 2Q     | 3Q        |                 | |
| 1974-75  | 6 | South-1S  | 38 | 24 | 12 | 2  | 70  | 30  | 60 | 40  | 1/20     | P              | 1Q     | 3Q        |                 | Vô địch Southern League First Division South                                                          |
| 1975-76  | 5 | South-P   | 42 | 16 | 18 | 8  | 49  | 47  | 50 | 2   | 6/22     |                | 1Q     | 3Q        |                 | |
| 1976-77  | 5 | South-P   | 42 | 13 | 13 | 16 | 38  | 43  | 39 | −5  | 11/22    |                | 1Q     | 1Q        | Á quân          | |
| 1977-78  | 5 | South-P   | 42 | 19 | 11 | 12 | 57  | 42  | 49 | 15  | 5/22     |                | 2Q     | 2R        |                 | |
| 1978-79  | 5 | South-P   | 42 | 15 | 12 | 15 | 56  | 55  | 42 | 1   | 12/22    |                | 1R     | 3Q        |                 | |
| 1979-80  | 5 | APL       | 38 | 17 | 10 | 11 | 49  | 44  | 44 | 5   | 5/20     |                | 1R     | 2Q        |                 | Câu lạc bộ sáng lập Alliance Premier League. Vị thứ cao nhất trong hệ thống giải bóng đá Anh (thứ 97) |
| 1980-81  | 5 | APL       | 38 | 13 | 8  | 17 | 48  | 55  | 34 | −7  | 15/20    |                | 1R     | 1R        | Vô địch         | |
| 1981-82  | 5 | APL       | 42 | 10 | 10 | 22 | 51  | 69  | 40 | −18 | 20/22    | R              | 4Q     | 3Q        |                 | |
| 1982-83  | 6 | South-P   | 38 | 14 | 12 | 12 | 49  | 50  | 54 | −1  | 10/20    |                | 4Q     | 3Q        |                 | |
| 1983-84  | 6 | South-P   | 38 | 18 | 9  | 11 | 50  | 38  | 63 | 12  | 4/20     |                | 3Q     | 2Q        |                 | |
| 1984-85  | 6 | South-P   | 38 | 12 | 12 | 14 | 46  | 46  | 48 | 0   | 13/20    |                | 2Q     | 3Q        |                 | |
| 1985-86  | 6 | South-P   | 38 | 9  | 9  | 20 | 29  | 55  | 36 | −26 | 20/20    | R              | 3Q     | 1Q        |                 | |
| 1986-87  | 7 | South-S   | 38 | 18 | 7  | 13 | 67  | 46  | 61 | 21  | 6/20     |                | 1Q     | 1Q        |                 | Vị thứ thấp nhất trong hệ thống giải bóng đá Anh (thứ 142)                                            |
| 1987-88  | 7 | South-S   | 40 | 20 | 12 | 8  | 60  | 32  | 72 | 28  | 4/21     |                | 3Q     | 2Q        |                 | |
| 1988-89  | 7 | South-S   | 42 | 27 | 6  | 9  | 70  | 40  | 87 | 30  | 2/22     | P              | 1Q     | 3R        |                 | |
| 1989-90  | 6 | South-P   | 42 | 18 | 12 | 12 | 44  | 50  | 66 | −6  | 7/22     |                | 3Q     | 1R        |                 | |
| 1990-91  | 6 | South-P   | 42 | 9  | 7  | 26 | 46  | 91  | 34 | −45 | 21/22    |                | 1Q     | 1R        | Á quân          | |
| 1991-92  | 6 | South-P   | 42 | 8  | 9  | 25 | 39  | 87  | 33 | −48 | 22/22    | R              | 4Q     | 3Q        |                 | |
| 1992-93  | 7 | South-S   | 42 | 25 | 4  | 13 | 99  | 63  | 79 | 36  | 4/22     |                | 1Q     | 2Q        |                 | |
| 1993-94  | 7 | South-S   | 42 | 27 | 11 | 4  | 87  | 24  | 92 | 63  | 1/22     | P              | 1R     | 2Q        |                 | Vô địch Southern League Southern Division                                                             |
| 1994-95  | 6 | South-P   | 42 | 13 | 13 | 16 | 38  | 55  | 52 | −17 | 14/22    |                | 3Q     | 2Q        |                 | |
| 1995-96  | 6 | South-P   | 42 | 15 | 10 | 17 | 60  | 62  | 55 | −2  | 11/22    |                | 3R     | 2Q        |                 | |
| 1996-97  | 6 | South-P   | 42 | 16 | 7  | 19 | 63  | 73  | 55 | −10 | 14/22    |                | 1Q     | 1Q        |                 | |
| 1997-98  | 6 | Isth-P    | 42 | 15 | 8  | 19 | 65  | 67  | 53 | −2  | 13/22    |                | 1Q     | 2Q        |                 | Chuyển sang Isthmian League                                                                           |
| 1998-99  | 6 | Isth-P    | 42 | 18 | 6  | 18 | 54  | 53  | 60 | 1   | 10/22    |                | 3Q     | 2R        |                 | |
| 1999-00  | 6 | Isth-P    | 42 | 15 | 10 | 17 | 66  | 67  | 55 | −1  | 11/22    |                | 2Q     | 3R        | Vô địch         | |
| 2000-01  | 6 | Isth-P    | 42 | 22 | 5  | 15 | 63  | 46  | 71 | 17  | 6/22     |                | 1R     | 1R        | Vô địch         | |
| 2001-02  | 6 | Isth-P    | 42 | 31 | 6  | 5  | 90  | 33  | 99 | 57  | 1/22     | P              | 1R     | 5R        | Vô địch         | Vô địch Isthmian League Premier Division                                                              |
| 2002-03  | 5 | Conf      | 42 | 12 | 12 | 18 | 62  | 73  | 48 | −11 | 17/22    |                | 4Q     | 3R        |                 | |
| 2003-04  | 5 | Conf      | 42 | 14 | 15 | 13 | 69  | 66  | 57 | 3   | 11/22    |                | 2R     | 3R        |                 | |
| 2004-05  | 5 | Conf-Nat  | 42 | 13 | 11 | 18 | 58  | 64  | 50 | −6  | 14/22    |                | 4Q     | QF        |                 | |
| 2005-06  | 5 | Conf-Nat  | 42 | 13 | 10 | 19 | 45  | 57  | 49 | −12 | 16/22    |                | 4Q     | 2R        | Á quân          | |
| 2006-07  | 5 | Conf-Nat  | 46 | 21 | 11 | 14 | 63  | 56  | 74 | 7   | 7/24     |                | 4Q     | QF        |                 | |
| 2007-08  | 5 | Conf-Nat  | 46 | 19 | 12 | 15 | 65  | 61  | 69 | 4   | 11/24    |                | 4Q     | Vô địch   | Vô địch         | Đổi tên thành Ebbsfleet United                                                                        |
| 2008-09  | 5 | Conf-Nat  | 46 | 16 | 10 | 20 | 52  | 60  | 58 | −8  | 14/24    |                | 1R     | SF        |                 | MyFootballClub tiếp quản                                                                              |
| 2009-10  | 5 | Conf-Nat  | 44 | 12 | 8  | 24 | 50  | 82  | 44 | −32 | 22/23    | R              | 4Q     | 1R        |                 | |
| 2010-11  | 6 | Conf-Sth  | 42 | 22 | 12 | 8  | 75  | 51  | 78 | 24  | 3/22     | P              | 1R     | 2R        |                 | Thăng hạng nhờ play-off                                                                               |
| 2011-12  | 5 | Conf-Nat  | 46 | 14 | 12 | 20 | 69  | 84  | 54 | −15 | 14/24    |                | 4Q     | 3R        |                 | |
| 2012-13  | 5 | Conf-Nat  | 46 | 8  | 15 | 23 | 55  | 89  | 39 | −34 | 23/24    | R              | 1R     | 1R        |                 | |
| 2013-14  | 6 | Conf-Sth  | 42 | 21 | 11 | 10 | 67  | 40  | 74 | 27  | 4/22     |                | 4Q     | 3R        | Vô địch         | Thua chung kết thăng hạng                                                                             |
| 2014-15  | 6 | Conf-Sth  | 40 | 17 | 9  | 14 | 60  | 41  | 60 | 19  | 8/22     |                | 3Q     | QF        | 2R              | |
| 2015-16  | 6 | Conf-Sth  | 42 | 24 | 12 | 6  | 60  | 41  | 73 | 36  | 2/22     |                | 2Q     | 1R        | Bán kết         | Thua chung kết thăng hạng                                                                             |
| 2016-17  | 6 | Conf-Sth  | 42 | 29 | 9  | 4  | 96  | 30  | 96 | 66  | 2/22     | P              | 4Q     | 2R        | 2R              | Thắng chung kết thăng hạng                                                                            |
| 2017-18  | 5 | Nat-L     | 46 | 19 | 17 | 10 | 64  | 50  | 74 | 14  | 6/24     |                | 1R     | 2R        | 2R              | Play-off                                                                                              |
| 2018-19  | 5 | Nat-L     | 46 | 18 | 13 | 15 | 64  | 50  | 67 | 14  | 8/24     |                | 1R     | 1R        | Tứ kết          | |
| 2019-20  | 5 | Nat-L     | 39 | 10 | 12 | 17 | 47  | 68  | 42 | -21 | 22/24    | R              | 1R     | 3R        | 2R              | Về đích thứ 21, xuống hạng ở vị thứ 22 dựa theo số điểm mỗi trận                                      |
| 2020-21  | 6 | Nat-L Sth | 0  | 0  | 0  | 0  | 0   | 0   | 0  | 0   | 11/21    |                | TBC    | TBC       | TBC             | |

## Danh hiệu
- Southern League
  - Vô địch: 1957-58

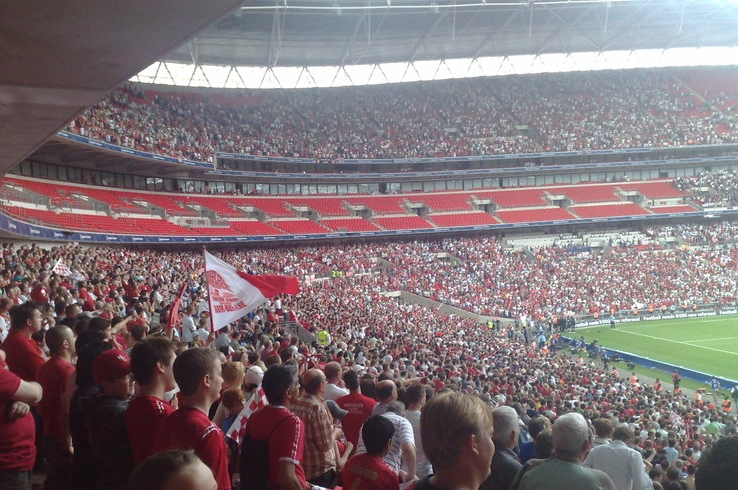
Một phần đám đông tại Wembley trong trận chung kết FA Trophy 2007-08 vào tháng 5 năm 2008

- Southern League South Eastern Section
  - Á quân: 1958-59
- Southern League Division One South
  - Vô địch: 1974-75
- Southern League Southern Division
  - Vô địch: 1993-94
  - Á quân: 1988-89
- Isthmian League Premier Division
  - Vô địch: 2001-02
- Conference South
  - Thắng play-off: 2010-11, 2016-17
- Southern League Cup
  - Vô địch: 1977-78
  - Chung kết: 1957-58
- Cúp FA
  - Mùa giải tốt nhất: Vòng Bốn, 1962-63
- FA Trophy
  - Vô địch: 2007-08
- Kent Senior Cup
  - Vô địch: 1948-49, 1952-53, 1980-81, 1999-2000, 2000-01, 2001-02, 2007-08, 2013-14
  - Á quân: 1947-48, 1976-77, 1990-91, 2005-06
- Kent Floodlight Cup
  - Vô địch: 1969-70
  - Á quân: 1972-73

## Nhân viên câu lạc bộ

### Nhân viên câu lạc bộ
| Vị trí                 | Nhân viên                                        |
| ---------------------- | ------------------------------------------------ |
| Chairman               | Abdulla Al-Humaidi                               |
| Directors              | Dherar Al Humaidi                                |
| Directors              | Abdulla Almeajil                                 |
| Associate Directors    | John Copus, Sue Copus, David Braddon, Paul Henry |
| Chief Executive        | Damian Irvine                                    |
| Club Secretary         | Peter Danzey                                     |
| Finance Manager        | Cheryl Wanless                                   |
| Club Administrator     | Matthew Faithorn                                 |
| Communications Manager | Ed Miller                                        |
| Kit Manager            | Maggie Danzey                                    |

Nguồn: Ebbsfleet United F.C.

### Đội quản lý
| Vị trí                    | Nhân viên          |
| ------------------------- | ------------------ |
| Huấn luyện viên           | Dennis Kutrieb     |
| Huấn luyện viên đội một   | Christopher Franks |
| Trưởng Bộ phận thành tích | Lee Taylor         |

## Cầu thủ

### Đội hình hiện tại
Tính đến 28 tháng 8 năm 2020
Ghi chú: Quốc kỳ chỉ đội tuyển quốc gia được xác định rõ trong điều lệ tư cách FIFA. Các cầu thủ có thể giữ hơn một quốc tịch ngoài FIFA.
| Số | VT | Quốc gia | Cầu thủ                                  |
| -- | -- | -------- | ---------------------------------------- |
| —  | TM | Anh      | Tom Hadler                               |
| —  | TM | Úc       | Jordan Holmes                            |
| —  | HV | Anh      | Tobi Adebayo-Rowling                     |
| —  | HV | Anh      | Marvel Ekpiteta (mượn từ Newport County) |
| —  | HV | Anh      | Ben Frempah                              |
| —  | HV | Anh      | Jake Goodman                             |
| —  | HV | Đức      | Sefa Kahraman                            |
| —  | HV | Anh      | Will Wood                                |
| —  | TV | Anh      | Iffy Allen                               |

| Số | VT | Quốc gia   | Cầu thủ          |
| -- | -- | ---------- | ---------------- |
| —  | TV | Anh        | Ben Chapman      |
| —  | TV | Anh        | James Dobson     |
| —  | TV | Anh        | Alfie Egan       |
| —  | TV | Uzbekistan | Alex Eirich      |
| —  | TV | Anh        | Lee Martin       |
| —  | TV | Anh        | Adam Mekki       |
| —  | TV | Anh        | Josh Payne       |
| —  | TV | Anh        | Bobby-Joe Taylor |
| —  | TV | Anh        | Michael West     |